# Liste der Naturdenkmale in Marienwerder (Barnim)
Die Liste der Naturdenkmale in Marienwerder (Barnim) nennt die Naturdenkmale in der Gemeinde Marienwerder im Landkreis Barnim in Brandenburg (Stand Oktober 2001).
In den Spalten befinden sich folgende Informationen:
- Nr.: Identifizierungsnummer nach veröffentlichter Liste. Sie wird von der unteren Naturschutzbehörde des Landkreises oder der kreisfreien Stadt vergeben. Wenn sie bekannt ist, wird sie angegeben. In dieser Spalte kann sich zusätzlich das Wort Wikidata befinden, der entsprechende Link führt zu Angaben zu diesem Naturdenkmal bei Wikidata.
- Bezeichnung: Benennung des Naturdenkmals, in der Regel wird bei Bäume die Baumart genannt. Bekannte Eigennamen werden mit angegeben.
- Gemarkung: Ort oder Gemarkung, in der sich das Naturdenkmal befindet
- Lage: Nennt die Lage des Naturdenkmals im jeweiligen Ortsteil und die geografischen Koordinaten des Naturdenkmals. Link zu einem Kartenansichtstool, um Koordinaten zu setzen. In der Kartenansicht sind Naturdenkmale ohne Koordinaten mit einem roten beziehungsweise orangen Marker dargestellt und können in der Karte gesetzt werden. Denkmale ohne Bild sind mit einem blauen bzw. roten Marker gekennzeichnet, Denkmale mit Bild mit einem grünen beziehungsweise orangen Marker.
- Beschreibung: die Beschreibung des Naturdenkmales
- Schutzzweck: Erläutert den Grund der Unterschutzstellung
- Bild: Zeigt ein Bild des Naturdenkmales und gegebenenfalls ein Link zu weiteren Fotos im Medienarchiv Wikimedia Commons

## Bäume, Baumgruppen
| Bild                                    | Bezeichnung                   | Lage | Beschreibung                                                                      | Schutzzweck                         | Nummer   |
| --------------------------------------- | ----------------------------- | --- | --------------------------------------------------------------------------------- | ----------------------------------- | -------- |
| BW                                      | „Napoleoneiche“ (Stiel-Eiche) | Marienwerder, am Forsthaus Pechteich (52° 51′ 17,4″ N, 13° 36′ 47,6″ O)                                               | - Alter: 300–400 Jahre - Höhe: 28,00 m - Umfang: 4,98 m - Kronendurchmesser: 12 m | landeskundliche Bedeutung, Eigenart | 152-01   |
| Direkt Bild zu diesem Denkmal hochladen | Stiel-Eiche                   | Marienwerder, am Pechteich, nahe West-Ufer (etwas weiter nördlich von 152-02/3) ()                                    | - Alter: 100–150 Jahre - Höhe: 24,00 m - Umfang: 3,64 m - Kronendurchmesser: 22 m | Eigenart                            | 152-02/1 |
| Direkt Bild zu diesem Denkmal hochladen | Stiel-Eiche                   | Marienwerder, am Pechteich, nahe West-Ufer (etwas weiter nördlich von 152-02/3) ()                                    | - Alter: 100–200 Jahre - Höhe: 26,00 m - Umfang: 4,14 m - Kronendurchmesser: 14 m | Eigenart                            | 152-02/2 |
| BW                                      | Stiel-Eiche                   | Marienwerder, am Pechteich, nahe West-Ufer (52° 51′ 19″ N, 13° 36′ 43,2″ O)                                           | - Alter: 100–200 Jahre - Höhe: 26,00 m - Umfang: 4,41 m - Kronendurchmesser: 16 m | Eigenart                            | 152-02/3 |
| BW                                      | Silber-Weide                  | Ruhlsdorf, Ortseingang aus Richtung Lanke, rechts, vor dem Kanal (10 m vom Wasser) (52° 49′ 10,9″ N, 13° 33′ 27,2″ O) | - Alter: ca. 100 Jahre - Höhe: 24,00 m - Umfang: 6,68 m - Kronendurchmesser: 23 m | Eigenart, Schönheit                 | 196-01   |

## Findlinge
| Bild                                    | Bezeichnung          | Lage                                | Beschreibung | Schutzzweck | Nummer |
| --------------------------------------- | -------------------- | ----------------------------------- | ------------ | ----------- | ------ |
| Direkt Bild zu diesem Denkmal hochladen | „Kleiner Wasenstein“ | Marienwerder, Rosenbeck, Abt. 38 () |              |             | 152-03 |
| Direkt Bild zu diesem Denkmal hochladen | „Großer Wasenstein“  | Marienwerder, Rosenbeck, Abt. 38 () | Gneisgranit  |             | 152-04 |